# Áeropé
Áeropé (latinsky Aerope) byla v řecké mytologii manželkou mykénského krále Átrea, Pelopova syna.
Bývá někdy nazývána také Európé a byla dcerou krétského krále Katrea, kterou její otec pro neslušné chování prodal i s její sestrou Klymené do otroctví eubojskému králi Naupliovi. Klymené se později stala jeho manželkou a matkou vynálezce Palaméda.
Áeropé se provdala za mykénského krále Átrea a porodila mu syny Agamemnóna a Meneláa. Poté se spustila s manželovým bratrem Thyestem, který ji však jen využil pro své mocenské záměry. Pomohla mu totiž ukrást manželovi berana se zlatým rounem. Podle věštby majitel berana bude vládnout Mykénám. Thyestovi se však jeho záměry nezdařily, zejména proto, že se do celé záležitosti vložili bohové.
Áerópé na své pletky zle doplatila. Její manžel ji za to dal hodit do moře.